# فرد س. إينسورث
فرد س. إينسورث (بالإنجليزية: Fred C. Ainsworth)‏ هو جراح أمريكي، ولد في 11 سبتمبر 1852 في وودستوك في الولايات المتحدة، وتوفي في 5 يونيو 1934 في واشنطن العاصمة في الولايات المتحدة.